# Elnesvågen
Elnesvågen er en by der er administrationsby i Hustadvika kommune i Møre og Romsdal fylke i Norge med 	2.630 indbyggere pr 1. januar 2019. Elnesvågen er den næststørste by i Romsdal, efter byen Molde og foran byen Åndalsnes. De fleste i Elnesvågen bor i boligområdet Hauglia. Bygda ligger i solsiden ned til Frenfjorden og op under fjeldene Heiane og Talstadhesten.

## Virksomheder, industri, handel
Elnesvågen har sine største virksomhederer i Hustadmarmor, dumper-producenten Moxy og Tine meierier. Jarlsbergosten er et kendt produkt som produceres hos sidstnævnte. Disse tre har en stor eksport. I centrum findes et udvalg af butikker, omkring Torvecenteret og indkøbscenteret Bølgen.

## Skoler
Elnesvågen har børne-, ungdoms- og videregående skole. Disse hedder Haukås skole, Fræna ungdomsskole og Fræna videregående skole.

## Idræt
Elnesvågen er centrum for flere idrætsklubber, blandt andet Elnesvågen og Omegn Idrettslag.
Elnesvågen stadion, en kombineret fodbold- og idrætsstadion, blev bygget i slutningen af 1990'erne, og holder god standard. Frænahallen blev bygget i midten af 1980'erne og har været godt brugt hele tiden.

## Kultur og foreninger
Nordsjøfestivalen er blevet en årlig begivenhed i august. Den arrangeres af Elnesvågen småbådforening. Fræna folkebibliotek ligger i 1. etage i Frænahallen.